# Marie Vogt
Marie Charlotte Vogt (* 3. Februar 2005) ist eine deutsche Tennisspielerin.

## Karriere
Vogt spielt bislang vor allem auf der ITF Junior Tour und der ITF Women’s World Tennis Tour, wo sie bislang einen Titel im Doppel gewinnen konnte.
2021 wurde Vogt deutsche Vizemeisterin der U16 im Freien und Deutsche Meisterin der U16 in der Halle.
2022 gewann sie im September die 30. offenen Würzburger Tennismeisterschaften.
2023 stand sie Anfang Oktober zusammen mit ihrer Partnerin Eva Marie Voracek im Doppelfinale beim ITF-Turnier in Šibenik und im November mit Julita Saner im Finale von Monastir. Im Dezember wurde Vogt Deutsche Meisterin der U18 in Essen.
2024 stand sie im April zusammen mit Partnerin Anna Gabric im Viertelfinale im Doppel bei den Axion Open. Ende Juni stand sie mit Voracek im Doppelfinale beim ITF in Kamen. Anfang Juli erreichte sie das Viertelfinale der Internationalen Württembergischen Damen-Tennis-Meisterschaften um den Stuttgarter Stadtpokal im Einzel und mit Voracek im Doppel. Die Woche darauf erreichte sie mit Partnerin Sapfo Sakellaridi das Halbfinale im Doppel der Schönbusch Open und Ende Juli das Viertelfinale im Doppel beim AHG Cup. Bei den Boso Ladies Open Hechingen erhielt Vogt eine Wildcard für das Hauptfeld des mit 60.000 US-Dollar dotierten Turniers, musste sich aber bereits in der ersten Runde der an Position zwei gesetzten Anna Bondár mit 2:6 und 0:6 geschlagen geben. Bei den Erwitte Open Mitte August erreichte sie das Viertelfinale im Einzel und zusammen mit Voracek das Halbfinale im Doppel. Anfang September im Finale des ITF-Turniers in Haren, das sie knapp in drei Sätzen gegen Karolina Kozakova verlor. Im November erreichte sie mit Partnerin Sofia Milatová das Viertelfinale im Doppel der Therme Erding Open Ismaning.
In der Tennis-Bundesliga spielt Vogt für den TC Bernhausen. In der Saison 2022 stiegen sie mit der Mannschaft in die 1. Liga auf, konnten dann aber in der Saison 2023 die Liga nicht halten und stiegen wieder in die 2. Liga ab, wo sie 2024 spielten.

## Turniersiege

### Doppel
| Nr. | Datum             | Turnier  | Kategorie | Belag     | Partnerin | Finalgegnerinnen            | Ergebnis |
| --- | ----------------- | -------- | --------- | --------- | --------- | --------------------------- | -------- |
| 1.  | 16. November 2024 | Monastir | ITF W15   | Hartplatz | Mia Mack  | Julia Adams Esther Adeshina | 7:5, 6:4 |

## Persönliches
Neben ihrer Karriere als Profisportlerin studiert Marie Vogt Rechtswissenschaft an der Fernuniversität in Hagen.